# Lucas Liß
Lucas Liß (* 12. Januar 1992 in Unna) ist ein deutscher Radrennfahrer, der auf Straße und Bahn aktiv ist.

## Sportliche Laufbahn
Als Schüler wurde Lucas Liß 2006 deutscher Vize-Meister im Straßenrennen und im Mannschaftszeitfahren (mit Kai Exner, Sven Schöne und Marvin Pfannschilling). Zudem gewann er die 14. Int. Kids-Tour in Berlin und die 9. Süd-Pfalz-Tour. 2007 belegte er den sechsten Platz im DM-Straßenrennen und wurde deutscher Vize-Meister in der Mannschaftsverfolgung auf der Bahn im Berliner Velodrom (mit Daniel Mrosek, Raphael Shakoor und Stefan Barufke).
Im Jahr darauf stand Liß als Junior viermal bei den deutschen Bahnmeisterschaften auf dem Podium: Er wurde jeweils Zweiter im 500-Meter-Zeitfahren, im Zweier-Mannschaftsfahren mit Hans Pirius und in der Einerverfolgung. In der Mannschaftsverfolgung belegte er mit seinem Team (Pirius, Jan Radermacher, Max Stahr) Platz drei. Auch 2009 errang er Podiumsplätze bei deutschen Meisterschaften, indem er jeweils Zweiter im Zweier-Mannschaftsfahren und in der Mannschaftsverfolgung sowie Dritter in der Einerverfolgung wurde. Im selben Jahr startete Liß zum ersten Mal bei den Junioren-Weltmeisterschaften in Moskau und gewann Bronze in der Mannschaftsverfolgung auf der Bahn (mit Nikias Arndt, Kersten Thiele und Christopher Muche).
2010 errang Liß bei den Junioren-Bahn-Weltmeisterschaften in Montichiari zwei Bronzemedaillen, nachdem er im Jahr zuvor in Moskau ebenfalls Bronze gewonnen hatte. Bei den Bahn-Europameisterschaften des Nachwuchses 2011 in Sankt Petersburg belegte er zwei zweite Plätze, in der Mannschaftsverfolgung (mit Jakob Steigmiller, Johannes Kahra und Theo Reinhardt) sowie im Omnium. Bei den deutschen Meisterschaften in diesem Jahr errang er zwei Junioren-Titel, in der Mannschaftsverfolgung (mit Ruben Zepuntke und Hans Pirius) sowie im Zweier-Mannschaftsfahren, ebenfalls mit Pirius. 2010 gewann Liß das Nachwuchs Sechstagerennen in Berlin mit Hans Pirius. Die 35. Int. Cottbuser Junioren-Etappenfahrt beendete er auf den zweiten Rang. Zudem wurde er in diesem Jahr dreifacher deutscher Meister auf der Bahn (Einerverfolgung, Mannschaftsverfolgung und Madison) und konnte die zweite Etappe der 16. Internationalen Niedersachsen-Rundfahrt gewinnen.
2011 gehörte Lucas Liß zum Aufgebot des Bundes Deutscher Radfahrer bei den Bahn-Europameisterschaften in Apeldoorn. Bei seinem ersten Einsatz in einem internationalen Wettkampf der Elite belegte er im Punktefahren Platz zwölf, im Jahr darauf wurde er bei den UCI-Bahn-Weltmeisterschaften 2012 in Melbourne Sechster im Scratch, und im 1000-Meter-Zeitfahren belegte er Platz 19. Bei den Bahn-Europameisterschaften für Junioren und U23 wurde Liß Dritter im Omnium (U23), Vierter in der Mannschaftsverfolgung und Fünfter im Madison (U23).
Im Januar 2012 belegte Liß den sechsten Platz beim UCI Bahnweltcup in Peking im Madison und den siebten in der Mannschaftsverfolgung (mit Nikias Arndt, Henning Bommel, Stefan Schäfer). Im Oktober 2012 wurde Lucas Liß bei den UEC-Bahn-Europameisterschaften 2012 in Panevėžys Europameister im Omnium und Vize-Europameister in der Mannschaftsverfolgung, gemeinsam mit Henning Bommel, Theo Reinhardt und Maximilian Beyer. Im selben Jahr gewann er das Omnium beim Bahnrad-Weltcup 2012/13 in Glasgow und belegte mit dem Vierer in der Mannschaftsverfolgung Rang zwei.
Ende des Jahres 2012 wurde Lucas Liß im Berliner Velodrom Deutscher Meister im Omnium. 2014 wurde er Europameister (U23) in derselben Disziplin. 2015 gewann er den Weltmeistertitel im Scratch. 2017 errang er bei den Bahnweltmeisterschaften in Hongkong die Silbermedaille in derselben Disziplin.
Im Dezember 2017 stürzte Liß beim Training für die deutschen Omnium-Meisterschaften in der Oderlandhalle in Frankfurt/Oder nach der Kollision mit einem anderen Rennfahrer schwer. Im Krankenhaus wurden bei ihm ein Riss im rechten Lungenflügel sowie Prellungen und Hautabschürfungen festgestellt. Nach dieser schweren Verletzung und weiteren gesundheitlichen Problemen begann Lucas Liß zunächst eine Ausbildung. Im Juni 2023 kehrte er in den Radsport zurück: Bei den deutschen Bahnmeisterschaften in Cottbus wurde er als Mitglied des Teams aus Nordrhein-Westfalen deutscher Vizemeister in der Mannschaftsverfolgung.
Seine ersten Rennen als Steher bestritt Liß, geführt von Schrittmacher Matthias Acker, bei der deutschen Meisterschaft der Steher am 16./17. September 2023 auf der Radrennbahn Chemnitz. In der Gesamtwertung belegten Liß / Acker Platz ácht.

## Privates und Familie

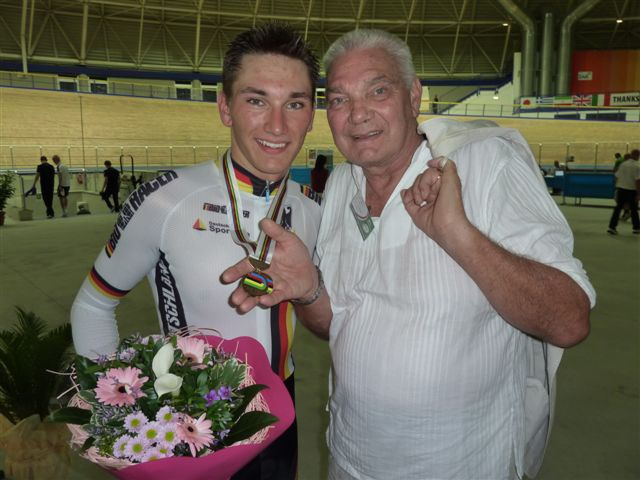
Liß mit seinem Vater Lucjan Lis (2010)

Liß hat die Fachhochschulreife am Berufskolleg abgelegt und ist ausgebildeter kaufmännischer Assistent. Ab September 2011 war er Mitglied der Sportfördergruppe der Bundeswehr. Er machte eine Ausbildung bei der Polizei und wurde als Kriminalbeamter in Unna tätig.
Lucas Liß ist der Sohn des im Januar 2015 verstorbenen polnischen Olympiamedaillengewinners von 1972, Lucjan Lis, der ihn auch trainierte und managte.
Nach seinem Sieg im Omnium beim Bahnrad-Weltcup in Glasgow 2012 trug sich Liß in das Goldene Buch der Stadt Bergkamen ein.

## Palmarès

### Bahn
2009
 Junioren-Bahnweltmeisterschaft   Mannschaftsverfolgung mit Nikias Arndt, Kersten Thiele und Christopher Muche
2010
- U23-Europameisterschaft – Omnium, Mannschaftsverfolgung (mit Johannes Kahra, Theo Reinhardt und Jakob Steigmiller)

 Deutscher Meister (Junioren) – Zweier-Mannschaftsfahren, mit Hans Pirius
 Deutscher Meister (Junioren) – Mannschaftsverfolgung, mit Hans Pirius, Justin Wolf und Ruben Zepuntke
 Deutscher Meister (Junioren) – Einerverfolgung
2011
 Junioren-Weltmeisterschaft – Omnium
 Junioren-Weltmeisterschaft – Mannschaftsverfolgung, mit Maximilian Beyer, Christopher Muche und Kersten Thiele
 Europameisterschaft (Junioren) – Omnium
 Europameisterschaft (Junioren) – Mannschaftsverfolgung, mit  Jakob Steigmiller, Theo Reinhardt und Johannes Kahra
2012
 U23-Europameisterschaft – Omnium
 Europameister – Omnium
 Europameisterschaft – Mannschaftsverfolgung, mit Theo Reinhardt, Maximilian Beyer und Henning Bommel
Bahnrad-Weltcup 2012/2013 in Glasgow – Omnium
 Deutscher Meister – Omnium
2013
 Deutsche Bahnmeisterschaften – Einerverfolgung
 Deutsche Bahnmeisterschaften – 1000 m Zeitfahren
 Deutsche Bahnmeisterschaften – Mannschaftsverfolgung
2014
 U23-Europameister – Omnium
2015
 Weltmeister – Scratch
2016
 Deutscher Meister – Mannschaftsverfolgung (mit Maximilian Beyer, Leif Lampater und Marco Mathis)
2017
 Weltmeisterschaft – Scratch
 Deutscher Meister – Scratch, Mannschaftsverfolgung (mit Theo Reinhardt, Kersten Thiele und Domenic Weinstein)
2018
 Deutscher Meister – Mannschaftsverfolgung (mit Felix Groß, Leif Lampater und Jasper Frahm)
2025
- Deutscher Meister – Mannschaftsverfolgung (mit Max-David Briese, Tim Torn Teutenberg, Tobias Müller und Ben Felix Jochum)

### Straße
2016
- Prolog Tour de Normandie